# Bristol Buckmaster
Bristol Buckmaster là một loại máy bay huấn luyện của Anh, nó được Không quân Hoàng gia sử dụng trong thập niên 1950.

## Thiết kế và phát triển
Đến năm 1945, đang có một khoảng cách lớn về hiệu suất giữa các máy bay cao cấp đang được sử dụng, ví dụ như Avro Anson, Airspeed Oxford.

## Quốc gia sử dụng
Anh Quốc
- Không quân Hoàng gia

## Tính năng kỹ chiến thuật
Dữ liệu lấy từ Jane's Fighting Aircraft of World War II
Đặc điểm tổng quát
- Kíp lái: 3
- Chiều dài: 46 ft 5 in (14,2 m)
- Sải cánh: 71 ft 10 in (21,9 m)
- Chiều cao: 17 ft 6 in (5,3 m)
- Diện tích cánh: 708 ft² (65,8 m²)
- Trọng lượng rỗng: 24.042 lb (10.900 kg)
- Trọng lượng có tải: 33.700 lb (15.280 kg)
- Động cơ: 2 × Bristol Centaurus VII, 2.585 hp (1.880 kW)  mỗi chiếc

 Hiệu suất bay 
- Vận tốc cực đại: 352 mph (306 kn, 566 km/h) trên độ cao 12.000 ft (3.700 m)
- Vận tốc hành trình: 325 mph (282 kn, 530 km/h) trên độ cao 18.000 ft (5.500 m)
- Tầm bay: 2.000 mi (1.700 nmi, 3.200 km)
- Trần bay: 30.000 ft (9.000 m)
- Vận tốc lên cao: 2.245 ft/phút (11,3 m/s)
- Tải trên cánh: 47,6 lb/ft² (232 kg/m²)
- Công suất/trọng lượng: 0,153 hp/lb (252 W/kg)